# Патісіран
Патісіран, комерційна назва Onpattro — синтетичний лікарський препарат олігонуклеотидної природи, який пригнічує синтез білка транстиретину шляхом РНК-інтерференції. Розроблений для лікування рідкісного спадкового захворювання — спадкової амілоїдної полінейропатії. Патісіран став першим препаратом на основі інтерференційних олігонуклеотидів, що був дозволений FDA США для використання в клініці для лікування пацієнтів. Препарат розроблений компанією Alnylam Pharmaceuticals.

## Склад
Молекула патісірану являє собою коротку дволанцюгову рибонуклеїнову кислоту (РНК), в якій низка нуклеотидів модифіковані. Сенсовий ланцюг складається з послідовності 21 нуклеотида: АУГ ГАА УмАЦ УЦУ УГГ УУмА ЦдТдТ, де Ум — 2-метил-О-уридин, а дТ — тимідин. Антисенсовий ланцюг має послідовність ГУмА АЦмЦм ААГ АГУм АУмУм ЦмЦмА УмдТдТ (позначки ті ж, а Цм — 2-метил-О-цитидин). У препараті РНК перебуває в формі натрієвої солі.

## Фармакологічна дія
Один з ланцюгів РНК препарату зв'язується з молекулою матричної РНК, зчитаної з гена TTR, що призводить до пригнічення синтезу білка транстиретину. У пацієнтів, які страждають на спадкову амілоїдну полінейропатію в цьому гені наявні мутації, які призводять до патологічної функції цього білка в печінці, що й викликає захворювання. Пригнічення синтезу білка знижує його кількість та має наслідком зменшення порушень у нервовій системі та в інших органах.

## Економічне значення
10 серпня 2018 року патісіран дозволений Державною адміністрацією з харчування та лікарських препаратів США до використання в клінічній практиці. Загальна кількість випадків до того невиліковної спадкової амілоїдної полінейропатії складає близько 50 тисяч в усьому світі. Бізнес-аналітики прогнозують близько 1 млрд доларів США продажів препарату на рік.